# HFC Haarlem
El Haarlemsche Football Club Haarlem, más conocido como HFC Haarlem, fue un equipo de fútbol de Países Bajos, situado en Haarlem. El club se fundó en 1889, y tras varios años con problemas económicos, fue excluido del sistema de ligas neerlandés en enero de 2010. La institución se vio obligada a fusionarse con un equipo amateur para formar una nueva entidad, el Haarlem-Kennemerland.
A lo largo de su historia, HFC fue un club importante en el fútbol neerlandés. En su palmarés destacan un campeonato de liga en 1948, y dos Copas de los Países Bajos en 1902 y 1912, así como cinco subcampeonatos. El club también disputó competiciones europeas como la Copa de la UEFA, en su edición de la temporada 1982/83. Por otra parte, sirvió como cantera de otros equipos profesionales en sus últimos años, y de sus filas salieron jugadores como Kick Smit, Ruud Gullit o John Metgod.

## Historia

### Éxitos deportivos (1889 a 1953)
El club fue fundado en 1889 por Piet Charbon, primer presidente de la entidad y uno de sus jugadores. En ese tiempo se le conoció como "pequeño Haarlem" porque en la localidad también se encontraba el Koninklijke HFC, el primer equipo de fútbol en Países Bajos, fundado en 1877. En el año 1897 ascendió a Primera División, y se convirtió en el principal equipo de Haarlem tras el descenso del Koninklijke. En la Copa de los Países Bajos, el club ganó en la edición de 1902 al HBS Den Haag, y volvió a obtener el título en 1912, tras vencer al SBV Vitesse en la final.
Después de varias temporadas en categorías inferiores, HFC Haarlem volvió a la élite del fútbol neerlandés en los años 1930, liderado por el jugador Kick Smit. El delantero fue el primer internacional que marcó un gol con Países Bajos en una Copa Mundial de Fútbol, y fue la principal estrella de la entidad. En la temporada 1945/46, la primera tras el parón que sufrió el torneo por la Segunda Guerra Mundial, el club finalizó en primera posición de su división en la fase regular, y en el playoff por el título terminó en primera posición, sólo un punto por encima del AFC Ajax. De este modo, el HFC Haarlem se convirtió en campeón de liga por primera vez en su historia.

### Etapa profesional (1954 a 1990)

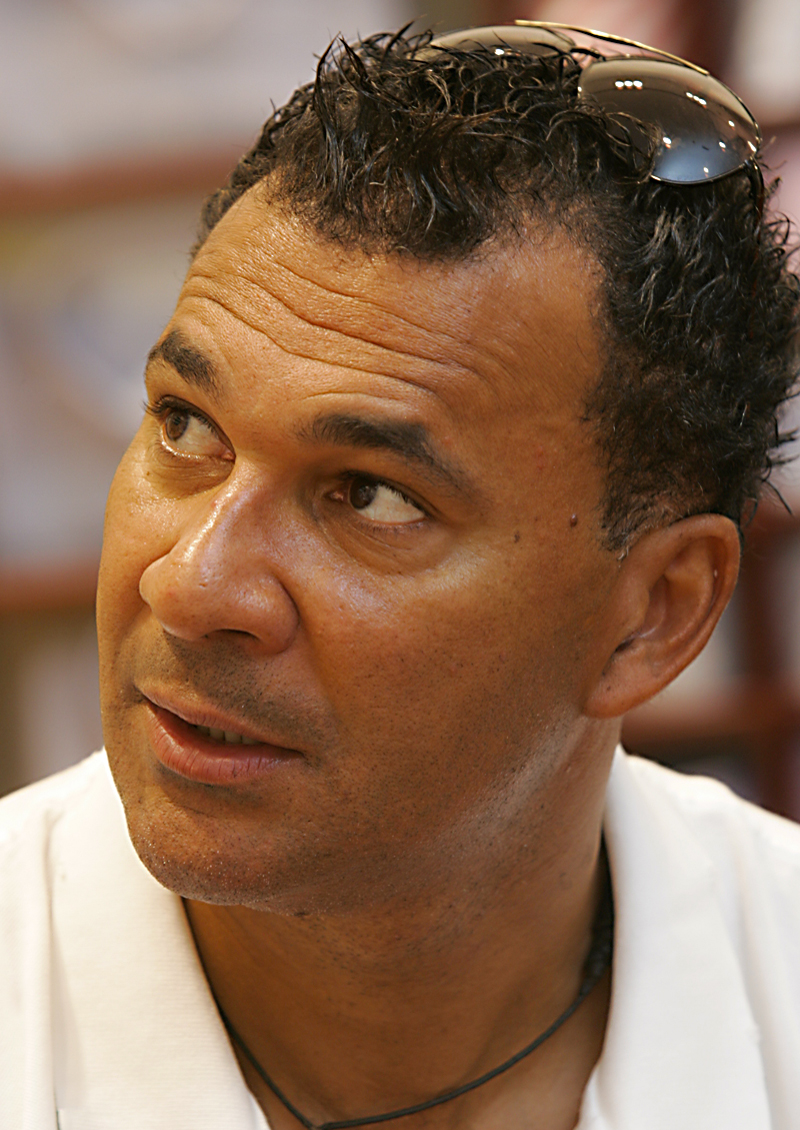
Ruud Gullit jugó en HFC Haarlem desde 1979 hasta 1982.

En 1954, HFC Haarlem se convirtió en un club de fútbol profesional, y trató de consolidarse como equipo de la máxima categoría nacional. Sin embargo, en la temporada 1954/55 descendió a segunda división, y no regresó a la actual Eredivisie hasta la temporada 1969/70. A partir de ese año, la mayoría de participaciones del Haarlem se dieron en primera división, y el club destacó por ser cantera de futbolistas para las entidades neerlandesas más potentes.
Tras ascender a la Eredivisie en la temporada 1980/81, HFC Haarlem fue la revelación futbolística de 1982. La plantilla, liderada por la futura estrella Ruud Gullit, consiguió un cuarto puesto en el campeonato doméstico, que le clasificó para la Copa de la UEFA 1982/83. En el torneo internacional, los neerlandeses superaron al KAA Gent belga en la primera fase, y después fueron derrotados por el Spartak de Moscú. En el partido de ida de esa eliminatoria se produjo la Tragedia de Luzhnikí, cuando 66 aficionados rusos fallecieron por una estampida humana en las gradas.
Durante el resto de los años 1980, HFC Haarlem se mantuvo en la liga neerlandesa, en mitad de la clasificación. Sin embargo, su rendimiento deportivo disminuyó, y en el año 1989/90 descendió a segunda división como colista.

### Últimos años (1990 a 2010)
HFC Haarlem no pudo luchar por el ascenso, al encontrarse en una mala situación financiera. Durante muchos años, sirvió como cantera de clubes como el AFC Ajax, con quien mantuvo un convenio de colaboración. Se nutrió de jugadores jóvenes, cedidos y descartes de clubes superiores. Pese a ello, su mejor clasificación fue un octavo puesto en 2005.
Los problemas económicos se agudizaron cuando la directiva proyectó la construcción de un nuevo estadio, el Stadion Oostpoort, con capacidad para 8.000 espectadores. El club no contaba con dinero para continuar las obras, y el proyecto se pospuso por la crisis financiera de 2008. Sin patrocinadores y con una asistencia al campo menor de la esperada, la entidad se declaró en bancarrota a comienzos de 2010.
La liga profesional neerlandesa confirmó el 25 de enero de 2010 la exclusión del HFC Haarlem del campeonato, porque sus normas prohíben competir a los clubes en suspensión de pagos. Su último partido fue frente al Excelsior Rotterdam, que le derrotó por 0:3 en Haarlem Stadion. Un día después de su exclusión, el 4 de febrero, la entidad confirmó su desaparición. Tres meses después, se anunció una fusión con un equipo amateur, el HFC Kennemerland, para formar el Haarlem-Kennemerland. Aún no se sabe en qué nivel va a jugar el nuevo equipo.

## Palmarés
- Eredivisie: 1

1946
- Copa de los Países Bajos: 2

1902, 1912
- - Finalista: 3

1911, 1914, 1950
- Eerste Divisie: 3

1972, 1976, 1981
- Tweede Divisie: 3

1961, 1963, 1967

## Participación en competiciones de la UEFA
| Temporada | Torneo   | Ronda | Club              | Casa | Visita | Global |
| --------- | -------- | ----- | ----------------- | ---- | ------ | ------ |
| 1982-83   | UEFA Cup | 1     | KAA Gent          | 2-1  | 3-3    | 5-4    |
| 1982-83   | UEFA Cup | 2     | FC Spartak Moscow | 1-3  | 0-2    | 1-5    |

## Jugadores

### Jugadores destacados
| - Abe Van den Ban - Kick Smit - Wim Roozen - Piet Groenenveld - Gregory van der Wiel - Edgar Manucharyan - Keith Masefield - Irfan Bachdim - Wim Balm - Milan Berck Beelenkamp - Benjamin van den Broek - Johan Derksen - Barry van Galen - Ruud Gullit - Martin Haar - Hans van de Haar - Piet Huyg | - Gerrie Kleton - Piet Keur - Ortwin Linger - John Metgod - Edward Metgod - Ricardo Moniz - Luc Nijholt - Arthur Numan - Cornelius Pot - Johnny Rep - Peter van Velzen - Menno Willems - Ryan Holman - Dennis Purperhart - André Kamperveen - Ray Fränkel |

## Entrenadores
| - Dick Advocaat - Karel Bonsink - Hans van Doorneveld - Barry Hughes | - Heini Otto - Roy Wesseling - Gert Aandewiel |